# Tomb Raider III
Tomb Raider III (pełny tytuł: Tomb Raider III: Adventures of Lara Croft) – komputerowa przygodowa gra akcji wyprodukowana przez Core Design, wydana w 1998 roku przez Eidos Interactive na Windowsa i PlayStation. Trzecia odsłona serii Tomb Raider, w której archeolog i poszukiwaczka przygód Lara Croft próbuje odnaleźć cztery rozsiane po całym świecie fragmenty meteorytu. Gracz osiąga postępy poprzez kończenie kolejnych poziomów, co wymaga rozwiązywania zagadek, zaliczania wyzwań platformowo-zręcznościowych i pokonywania wrogów.
Tomb Raider III stworzono na zaktualizowanej wersji silnika wykorzystanego podczas produkcji poprzedniczek, zapewniającego większą wydajność i nowe opcje graficzne, takie jak ulepszone oświetlenie czy trójkątne wielokąty, co pozwoliło producentom na zwiększenie poziomu szczegółowości i zastosowanie bardziej złożonej geometrii. W odróżnieniu od Tomb Raider II, część trzecia – wzorem pierwszej – zaprojektowana została jako stawiająca większy nacisk na elementy zręcznościowo-logiczne niż na akcję.
Grze towarzyszyła kosztowna kampania marketingowa, co przełożyło się na jej sukces komercyjny i sprzedaż w ponad sześciu milionach kopii na całym świecie. Pomimo w większości pozytywnego odbioru ze strony recenzentów, oceniona została niżej niż dwie poprzednie części – krytycy wskazywali, że jest to kolejna gra opierająca się na sprawdzonej formule, której nie są w stanie zamaskować nowości w rozgrywce. Z krytyką spotkał się także bardzo wysoki poziom trudności. W 1999 roku gra doczekała się portu na komputery z systemem operacyjnym Mac OS, a w 2011 udostępniono ją w wersji cyfrowej w usłudze PlayStation Network. W 2000 wydano rozszerzenie Zaginiony artefakt, na który składa się sześć nowych poziomów. W 2024 ukazała się kolekcja Tomb Raider I–III Remastered na konsole ósmej i dziewiątej generacji oraz Windowsa, na którą składają się odświeżone wersje trzech pierwszych części wraz z dodatkami.

## Fabuła
Korporacja RX-Tech prowadząca prace archeologiczne na Antarktydzie w miejscu, w którym przed miliony lat uderzył meteoryt, odkrywa posągi przypominające moai i grób żeglarza z HMS Beagle. W tym samym czasie w Indiach Lara Croft poszukuje artefaktu zwanego kamieniem Infady, który ostatecznie udaje jej się go ukraść jednemu z badaczy RX-Techu. Niedługo później kontaktuje się z nią pracujący dla korporacji doktor Mark Willard, wyjaśniając, że przed tysiącami lat Polinezyjczycy dotarli do antarktycznego krateru, w którym znaleźli źródło wielkiej mocy, z meteorytu wykonali cztery kamienie Infady, ale opuścili kontynent z nieznanego powodu. Artefakty odkryła dziewiętnastowieczna ekspedycja żeglarska Charlesa Darwina, której członkowie zabrali je i rozproszyli po całym świecie, ale Willardowi udało się wyśledzić je dzięki dziennikowi jednego z żeglarzy. Lara zgadza się pomóc doktorowi w odzyskaniu pozostałych trzech kamieni.
Na jednej z południowopacyficznych wysp Lara dowiaduje się o potężnym bóstwie imieniem Puna, odkrywa także, że artefakt trafił na wyspę za sprawą jednego z załogantów Beagle’a. Dociera do świątyni Puny i pokonuje go, zdobywając drugi artefakt – Sztylet Ory. W Londynie zdobywa kolejny, będący w posiadaniu Sophii Leigh, prezes firmy kosmetycznej prowadzącej eksperymenty na ludziach, żeby zapewnić właścicielce nieśmiertelność i wieczną młodość. W Nevadzie Lara przedostaje się do Strefy 51, chcąc wykraść pilnowany przez amerykański rząd znajdujący się w rozbitym statku kosmicznym Pierwiastek 115. Chociaż zostaje złapana,  udaje jej się zdobyć artefakt i uciec.
Po zebraniu wszystkich kamieni Lara wyrusza na Antarktydę, gdzie odkrywa, że Willard poznawszy meteoryt zaczął przeprowadzać eksperymenty na swoich ludziach zamieniając ich w mutanty, a wykorzystując meteoryt i artefakty zamierza doprowadzić do zmutowania całej ludzkiej populacji. Willard kradnie kamienie Larze, która rusza za nim w pościg przez ruiny wzniesionego na szczycie krateru starożytnego miasta Tinnos. Ostatecznie udaje jej się dogonić Willarda przemienionego w pająkopodobne stworzenie, mające być formą ludzkiej ewolucji wymuszonej i przyspieszonej przez meteoryt, zabić go i uciec z Antarktydy.

## Rozgrywka
Tomb Raider III jest przygodową grą akcji z perspektywą trzeciej osoby, w której Lara Croft przemierza pięć lokalizacji. Pierwsza osadzona jest w Indiach, a ostatnia na Antarktydzie, zaś te rozgrywające się pomiędzy nimi – w Londynie, Nevadzie i na Południowym Pacyfiku – można rozegrać w dowolnej kolejności. Na każdą lokalizację składa się szereg zamkniętych poziomów, których ukończenie wymaga rozwiązania zagadek środowiskowych, poprawnego wykonania sekwencji zręcznościowo-platformowych i pokonania wrogów. Zagadki w większości polegają na poprawnym ułożeniu bądź przesunięciu przedmiotów i aktywowaniu odpowiednich przełączników. Lara może biegać, skakać, wspinać, czołgać i huśtać się, a także pływać i przez ograniczony czas nurkować pod wodą. Przez krótki czas może również biec sprintem, co pozwala na ucieczkę przed toczącymi się wielkimi głazami lub innymi zagrożeniami. Podobnie jak w poprzedniej części, strój postaci dostosowuje się do odwiedzanego przez nią miejsca.
Podczas walki z wrogami postać korzysta z różnych broni, w tym dwóch pistoletów, dwóch uzi, desert eagle’a, strzelby, pistoletu maszynowego MP5, granatnika, wyrzutni rakiet i używanej pod wodą wyrzutni harpunów. Podczas gdy domyślne pistolety mają nieograniczoną amunicję, pozostałe zużywają ją i konieczne jest jej znalezienie. W Nevadzie Lara zostaje pozbawiona całej broni i zmuszona do skradania się, żeby odzyskać podstawowe pistolety. Zdrowie postaci zmniejsza się po upadkach z dużych wysokości i podczas otrzymywania obrażeń od przeciwników, a kiedy wyczerpie się całkowicie gracz musi wznowić rozgrywkę od ostatniego punktu zapisu. W wersji na PlayStation do zapisywania gry wymagana jest karta pamięci, jak również posiadanie w ekwipunku znajdowanych na poziomach kryształów zapisu. W wersji na Windowsa zapis możliwy jest w dowolnym momencie.
Znaczna część Tomb Raider III rozgrywa się w lokalizacjach podwodnych. W niektórych znajdują się piranie zabijające Larę w ciągu kilku sekund, w innych występują silne prądy mogące porwać postać w jednym kierunku, uniemożliwiając powrót czy chwycenie się krawędzi. Na Antarktydzie pływanie możliwe jest tylko przez kilka sekund, zanim Lara zamarznie. W określonych miejscach gracz może przedzierać się przez ruchome piaski, ryzykując jednak utonięcie w nich. Gdzie indziej możliwe jest korzystanie z pojazdów; kajak chociażby pomaga sprawniej przedostać się przez bystrza wąwozu, a minibatyskaf zbadać zbyt głębokie dla człowieka obszary podwodne. Wśród innych dostępnych dla Lary pojazdów znajdują się także quad, łódka i wózki górnicze. Ciemne obszary oświetlać można po odpaleniu flar, które wraz z amunicją i apteczkami Lara zbiera podczas eksploracji poziomów. Podobnie jak w poprzednich odsłonach, dom Lary służy jako poziom treningowy, w którym może ćwiczyć ona akrobacje czy walkę, umożliwiając graczowi zapoznanie się ze sterowaniem.

## Proces produkcji

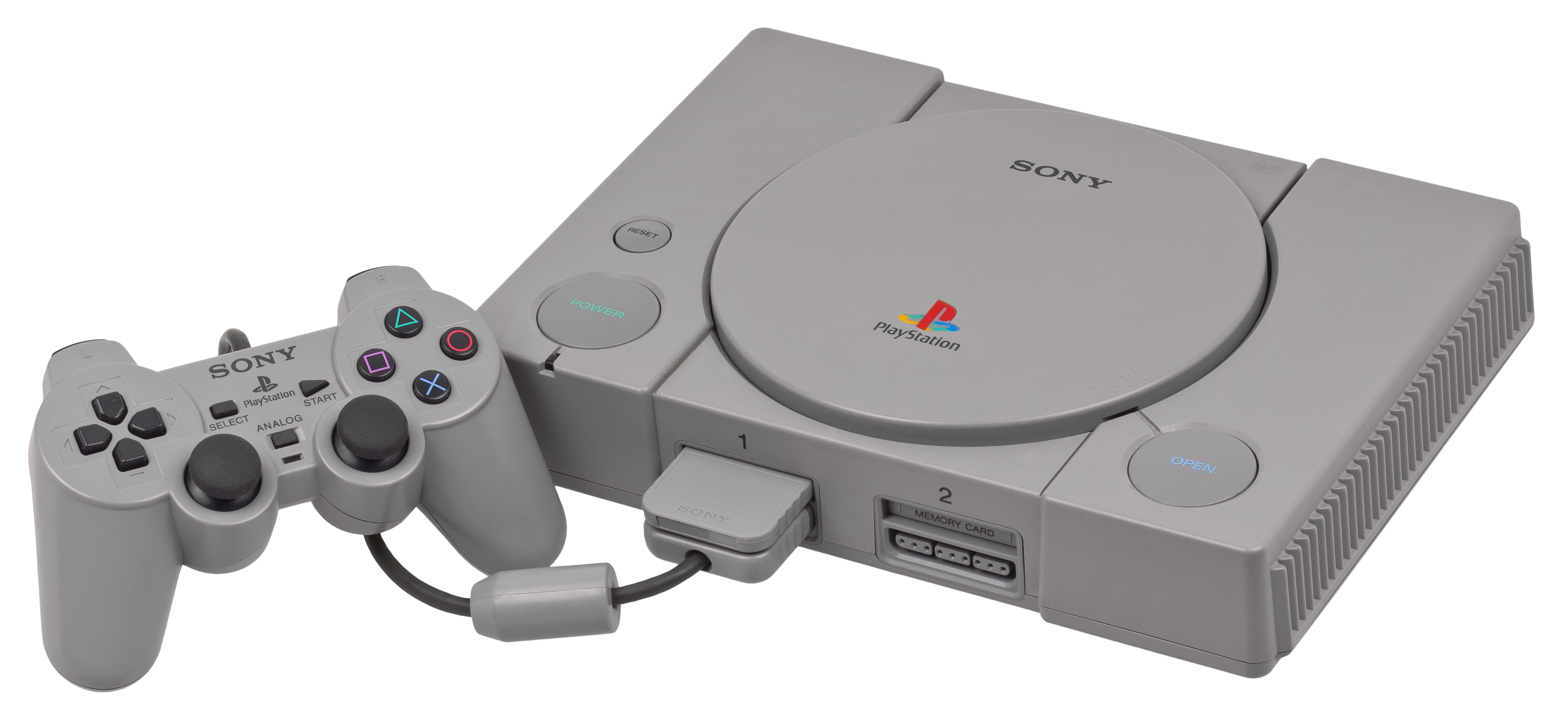
W odróżnieniu od poprzednich części, Tomb Raider III od samego początku tworzono w pierwszej kolejności na PlayStation.

Pierwotnie Core Design planowało, żeby część trzecia była „Tomb Raiderem następnej generacji”, mającym powstać na nowym silniku gry, umożliwiającym chociażby usprawnienie animacji. Według grafika Stuarta Atkinsona studio chciało, żeby cykl produkcyjny trwał co najmniej dwa lata, co pozwoliłoby na stworzenie gry bardziej zaawansowanej, dopracowanej i odróżniającej się od poprzedniczek, jednak po sukcesie Tomb Raider II Eidos Interactive nakazało wyprodukowanie jej w mniej niż rok, ponieważ marka wciąż budziła olbrzymie zainteresowanie konsumentów. Zdaniem Atkinsona dla twórców związanych z serią od jej początku, którzy od dwóch lat żyli pod ciągłą presją wydawcy, musząc dotrzymywać wyśrubowanych terminów, „tego było już za wiele”. Ostatecznie studio zatrudniło nowych pracowników, co pozwoliło na jednoczesne stworzenie Tomb Raider III i rozpoczęcie prac nad odsłoną nowej generacji. Wielu twórców po premierze gry przyznało, że główną motywacją do pracy nad nią były wysokie tantiemy.
Właściwy proces produkcji Tomb Raider III rozpoczął się w grudniu 1997. Główny programista Martin Gibbins zaczął dostosowywać silnik pierwszej gry, żeby móc stworzyć na nim produkcję kładącą większy nacisk na akcję i strzelanie. Zespół uznał wprowadzone przez niego poprawki za na tyle znaczące, żeby wykorzystać je jako podstawę dla nowej części, pierwotnie mającej być spin-offem zatytułowanym The Further Adventures of Lara Croft. Wraz z rozwojem projektu i nowymi pomysłami studio stwierdziło, że liczba zmian i nowości jest na tyle znacząca, żeby móc przekształcić projekt w pełnoprawną kontynuację. Grę stworzono z myślą o PlayStation, z kolei wydanie na Windowsa było jej portem z nieznacznie usprawnioną oprawą wizualną, wskutek czego całość tworzono od razu z myślą o możliwościach konsoli Sony, takich jak szesnastobitowa paleta kolorów czy grafika wysokiej rozdzielczości, zamiast palety ośmiobitowej i „pseudośredniej” rozdzielczości, jak podczas prac nad wcześniejszymi częściami.
Ulepszony silnik umożliwił lepszą płynność działania gry i wprowadzenie nowych rozwiązań graficznych. Podczas gdy dwie poprzednie części opierały się na systemie siatki, w ramach którego twórcy budowali poziomy z zestawów bloków, w Tomb Raider III wykorzystano trójkątne wielokąty, co pozwoliło na stworzenie bardziej zaawansowanych geometrycznie i szczegółowych poziomów, jak również ruchomych piasków czy falującej wody. Poprawiono oświetlenie i odbicia w wodzie, dzięki czemu gra miała być bardziej klimatyczna niż poprzedniczki, a dodatkowymi mającymi pomóc w tym elementami były deszcz, śnieg i wiatr. Ze względu na zwiększoną liczbę efektów cząsteczkowych eksplozje i dym są bardziej realistyczne. Wszystkie tekstury rysowano przy użyciu true color, a następnie były renderowane przez silnik gry, co dawało lepszą ich jakość końcową.
Tomb Raider III zaprojektowano przede wszystkim z myślą o rozwiązywaniu łamigłówek, wzorem pierwszej części, aniżeli bardziej nastawionego na strzelanie Tomb Raider II. Poziomy stały się mniej liniowe, oferując więcej możliwych ścieżek do ich ukończenia, a o tym, w jakich zostaną osadzone miejscach, zdecydowano po wstępnym zarysowaniu fabuły. Według producenta Mike’a Schmitta zespół optował za tym, żeby „wziąć globus, zakręcić nim i zobaczyć, czy wskazane palcem miejsce będzie wystarczająco interesujące”. Po wybraniu lokalizacji rozpisano całą fabułę, żeby połączyć je ze sobą. Zakres ruchów Lary poszerzono chociażby o uniki, czołganie się, krótki sprint czy bujanie się. Inspiracją dla nowych ruchów Lary i strzelania był film Roberta Rodrigueza Desperado (1995). Pierwotnie rozważano także wprowadzenie walki wręcz, ale pomysł ten porzucono, ponieważ wymagałby opracowania nowych animacji dla przeciwników, na co nie wystarczyłoby czasu.
Do ulepszenia sztucznej inteligencji przeciwników, mających zachowywać się bardziej wiarygodnie, zatrudniono Toma Scutta, doktora informatyki specjalizującego się w SI. Podczas gdy w poprzednich odsłonach wrogowie po prostu biegli w kierunku Lary i atakowali ją od razu, w Tomb Raider III mogą chociażby zaskoczyć ją wyskakując z zacienionego miejsca czy wycofać się w głąb poziomu i tam przegrupować, żeby zaatakować ją później. Mechanika skradania się, pozwalająca przemknąć za plecami wrogów bez wykrycia, zainspirowana została strzelanką pierwszoosobową GoldenEye 007 (1997). Poza nią dodano także nowe pojazdy, niezbędne do ukończenia niektórych poziomów; eksperymentowano również z jazdą konno, ale ten środek transportu ostatecznie usunięto. Pierwotnie na Londyn składać miał się także poziom w katedrze, jednak ze względu na duże trudności z prawidłowym jego zrealizowaniem usunięto go z głównej fabuły, zachowując go jednak jako bonus dostępny za odnalezienie wszystkich sekretów. Prace nad grą trwały przez jedenaście miesięcy, a twórcy za największe wyzwanie uznali zaimplementowanie wszystkich nowych pomysłów do usprawnionego silnika.

## Marketing i dystrybucja
Tomb Raider III towarzyszyła droga i zakrojona na szeroką skalę kampania marketingowa. Do promowania gry wynajęto angielską modelkę Nell McAndrew, która wcielała się w Larę Croft m.in. podczas imprez branżowych we Włoszech, Hiszpanii, Niemczech, Stanach Zjednoczonych i Australii, a także w telewizji, radiu czy podczas spotkań w centrach handlowych; sama postać pojawiła się także na okładkach licznych brytyjskich czasopism o grach komputerowych. W ramach innych przedsięwzięć promocyjnych Lara wystąpiła w serii francuskich reklam telewizyjnych SEAT-a oraz w teledysku niemieckiego zespołu Die Ärzte do piosenki „Männer sind Schweine”. Brytyjska firma Animal wyprodukowała serię ubrań i akcesoriów sportowych z Larą, a własną serię ubrań stworzyło także Core Design. W maju 1998 demonstracyjną wersję gry zaprezentowano na targach Electronic Entertainment Expo w Atlancie, podczas których obecna była także wirtualna Lara, której uczestnicy mogli zadawać pytania. Według Susie Hamilton, kierowniczki działu public relations w Core Design, na kampanię reklamową przeznaczono około 1,7 mln funtów szterlingów.
Tomb Raider III trafił do sprzedaży 20 listopada 1998 w Europie i 24 listopada w Ameryce Północnej. Po premierze w programie odkryto kilka błędów, z czego jeden uniemożliwiał ukończenie poziomu w ruinach świątyni, jeżeli gracz zapisał grę w pewnym miejscu, a następnie do niego wrócił. W wersji na Windowsa błędy te załatano, niemożliwe jednak było ich usunięcie na konsolach, wobec czego Core Design szybko wytłoczyło nowe partie płyt z poprawioną wersją. W 1999 Aspyr wydał opracowany przez Westlake Interactive port na Mac OS-a. W marcu 2000 na Windowsa i Mac OS-a wydano rozszerzenie Zaginiony artefakt, opracowane przez inne wewnętrzne studio Eidosu. Na rozszerzenie składa się sześć dodatkowych poziomów w różnych miejscach Europy, w których Lara poszukuje piątego fragmentu meteorytu. W 2011 grę udostępniono w dystrybucji cyfrowej w PlayStation Network.
W lutym 2024 wydana została kolekcja Tomb Raider I–III Remastered na PlayStation 4, PlayStation 5, Windowsa, Xboksa One, Xboksa Series X/S i Switcha, na którą składają się trzy pierwsze części serii wraz z dodatkami do nich. Odświeżona wersja poza grafiką wyższej rozdzielczości oferuje także m.in. nowoczesny schemat sterowania, dostosowany do gałek analogowych. Za wydanie remasteru odpowiada Aspyr, które opracowało go we współpracy z Crystal Dynamics.

## Odbiór
Chociaż Tomb Raider III otrzymał w większości pozytywne oceny od recenzentów, ogólnie został oceniony niżej niż dwie poprzednie części. Recenzent „Edge” uznał grę za „solidny dodatek do rosnącej w siłę marki”, oferujący lepszą grafikę i więcej innowacji niż Tomb Raider II, zaś w recenzji „Next Generation” uznano ją za największą i najbardziej nagradzającą odsłonę serii. Alex Huhtala z „Computer and Video Games” opisał produkcję jako idealne połączenie eksploracji i łamigłówek właściwe części pierwszej i większej liczby sekwencji strzelankowych. Inni recenzenci wskazywali jednak, że twórcom nie udało się znacząco odświeżyć skostniałej już formuły, a Douglas Perry z IGN-u stwierdził nawet, że nie dodaje ona do niej niczego, co mogłoby ją zrewolucjonizować.
Joe Fielder z GameSpotu chwalił oprawę graficzną, przede wszystkim za nowe efekty oświetlenia i zróżnicowanie tekstur, stwierdzając, że usprawniają one doświadczenie z rozgrywki, pomagając graczom łatwiej zidentyfikować krawędzie czy miejsca, w których można skoczyć. Perry zauważył, że chociaż gra wygląda lepiej od poprzedniczek, to w ogólnym rozrachunku jest przestarzała, zwłaszcza w porównaniu z powstałymi w międzyczasie produkcjami opracowanymi na nowszych i lepszych silnikach. Według recenzenta „Edge” przestarzałe sterowanie nie pasowało do bardziej złożonych poziomów, krytykował też słabo przedstawioną fabułę.
Recenzenci za frustrującą uznali przesadnie trudną i niewybaczającą błędów rozgrywkę. Recenzent Game Revolution zauważył, że podczas gdy w poprzednich odsłonach postać mogła łatwo zginąć, jeżeli gracz próbował pospiesznie ukończyć poziom, tak w Tomb Raider III każdy, nawet najbardziej przemyślany krok, grozi szybką śmiercią postaci. W recenzji grę nazwano „materiałem promocyjnym” – produkcją tak trudną, że niemożliwą do ukończenia bez kupna poradnika. W podobnym tonie wyraził się Crispin Boyer z „Electronic Gaming Monthly”, który uznał grę za stworzoną naprędce i niewiarygodnie frustrującą; dodał także, że wymuszone segmenty skradankowe zostały zrealizowane kiepsko, zwłaszcza w porównaniu do Metal Gear Solid.
Z pozytywnym odbiorem spotkały się nowe pojazdy, usprawniona sztuczna inteligencja przeciwników i możliwość ukończenia większości poziomów w dowolnej kolejności. Jules Grant z „The Electric Playground” stwierdził, że nieliniowość gry czyni przygody Lary bardziej zróżnicowanymi i dającymi większe poczucie satysfakcji. Huhtala chwalił decyzję odnośnie do konieczności zbierania kryształów zapisu w wersji na PlayStation, ponieważ w jego odczuciu możliwość zapisania gry w dowolnym momencie, jak miało to miejsce w Tomb Raider II, czyniła ją zbyt prostą i odzierała z napięcia. Odmienną opinię wyraził Joe Rybicki z „Official U.S. PlayStation Magazine”, który uznał taki system zapisu za niepotrzebny krok wstecz, jeszcze bardziej zwiększający frustrację gracza; pomimo tego polecił grę ze względu na wciągającą rozgrywkę.

### Sprzedaż
Tomb Raider III znalazł się na szczycie zestawienia najlepiej sprzedających się gier w Wielkiej Brytanii, z kolei w Niemczech był drugą najlepiej sprzedającą się grą 1998 roku – za Anno 1602: Tworzeniem nowego świata. W 1999, podczas festiwalu Milia w Cannes, Tomb Raider III otrzymał wyróżnienie za wygenerowanie w poprzednik roku przychodów w wysokości ponad trzydziestu dziewięciu milionów euro w krajach Unii Europejskiej; był także najlepiej sprzedającą się grą 1998 w Europie. Do 2009 na całym świecie gra rozeszła się w około sześciu milionach egzemplarzy.